# Vull volar
Vull volar (títol original en anglès: Taking Off) és una pel·lícula estatunidenca dirigida per Miloš Forman el 1971. Ha estat doblada al català.

## Argument
Través de la fuga d'una noia, l'enfrontament de dues generacions.

## Una pel·lícula "heroica" a realitzar
Helen Scott, gran sacerdotessa del cinema francès als Estats Units que va donar a conèixer a Milos Forman una novel·la política de producció decidida per Universal. Després de l'èxit d'Easy Rider que havia portat calaix als estudis, Universal volia llançar-se a pel·lícules "més difícils, de risc, però de menys d'un milió de dòlars". Per desgràcia per a Milos Forman, el projecte considerat de Taking Off ho superava. És finalment un jove "boig del cinema", Michael (Mike) Hausman, procedent d'una rica família novaiorquesa (que l'havia fet fora) qui va reunir tanmateix la suma. Retallant tot el que podia, la pel·lícula va costar finalment 810.000 dòlars.
La fotògrafa i amiga de Milos, Marie-Ellen Mark és, sense saber-ho, la improvisada directora de càsting fotografiant els joves hippies i la comunitat de la "flower generation" de Central Park. Amb els clixés, Milos Forman es va fixar en la jove Linnea Heacock, les proves amb la qual van confirmar el talent buscat.
A l'estiu 1970, el rodatge podia començar. Un rodatge "en família", com ho conta el mateix Milos Forman,: "Cap estrella, cap barrera, ni perruquer, ni maquillador, ni llotja, ni caravana".

## L'anècdota "impagable"
Quan, al final de la pel·lícula, en l'escena de l'àpat, el promès músic hippy de la jove heroïna és sotmès a les preguntes del papà que s'informa dels seus ingressos, David Gittler, autèntic músic, és de sobte bloquejat per una frase. Ha de replicar al papà "Dos-cents noranta mil dòlars", després marcar una pausa i prosseguir - "Després d'impostos". Primera. Segona. Tercera presa. La rèplica no ve mai. "Comprens, mai no he guanyat una suma com aquesta" explica Gittler a Forman. El realitzador li diu això no és més que cinema, que no és el promès de Linnea. David Gittler el talla: "Que en saps? Al meu cap, ho sóc". Les coses es complicaven doncs. Finalment, John Klein, un dels dialogistes, va tenir la idea alliberadora. "Quant has guanyat, l'any últim? - Tres mil dòlars". "Escolta!", respon Klein: "Quan guanyes 290.000 dòlars, l'Estat comença per prendre'n la meitat, després has de pagar els agents, els comptables, les despeses…. Al final, queden els teus tres mil dòlars".
John Klein ha estat convincent i les rèpliques de David Gittler han estat bones des de la presa següent.

## Repartiment
- Lynn Carlin: Lynn Tyne
- Buck Henry: Larry Tyne
- Linnea Heacock: Jeannie Tyne
- Georgia Engel: Margot
- Tony Harvey: Tony
- Audra Lindley: Ann Lockston
- Paul Benedict: Ben Lockston
- Vincent Schiavelli: Mr. Schiavelli
- David Gittler: Jamie
- Corinna Cristobal: Sra. Divito
- Allen Garfield: Norman
- Barry Delrae: Schuyler
- Ike Turner: Ell mateix
- Tina Turner: Ella mateixa
- Kathy Bates

## Premis i nominacions

### Premis
- 1971: Gran Premi (Festival de Cannes) al Festival de Cannes

### Nominacions
- 1972: BAFTA a la millor actriu per Lynn Carlin
- 1972: BAFTA a la millor pel·lícula
- 1972: BAFTA a la millor direcció per Milos Forman
- 1972: BAFTA a la millor actriu secundària per Georgia Engel
- 1972: BAFTA al millor muntatge per John Carter
- 1972: BAFTA al millor guió adaptat per Milos Forman, John Guare, Jean-Claude Carrière, Jon Klein